# Campeonato FIBA Américas Femenino Sub-16 de 2023
El Campeonato FIBA Américas Femenino Sub-16 de 2023 fue la 8ª edición del torneo de baloncesto organizado por FIBA Américas más importante a nivel americano para selecciones femeninas menores de 16 años. Se disputó en la ciudad de Mérida, Yucatán en México, del 13 al 19 de junio de 2023 y entregó cuatro plazas al Campeonato Mundial de Baloncesto Femenino Sub-17 de 2024.

## Selecciones participantes
- Norteamérica:
  -  Canadá
  -  Estados Unidos
- Centroamérica y el Caribe:
  -  México (Sede)
  -  Puerto Rico
  -  República Dominicana
- Sudamérica:
  -  Argentina
  -  Brasil
  -  Colombia

## Primera fase
Se realizó el sorteo de los grupos el 27 de abril de 2023 en la ciudad de Miami, Florida en Estados Unidos.

### Grupo A
|   | Equipo         | Pts | J | G | P | PF  | PC  | Dif  |
| - | -------------- | --- | - | - | - | --- | --- | ---- |
| 1 | Estados Unidos | 6   | 3 | 3 | 0 | 340 | 95  | 245  |
| 2 | Puerto Rico    | 5   | 3 | 2 | 1 | 184 | 262 | -78  |
| 3 | Colombia       | 4   | 3 | 1 | 2 | 158 | 219 | -61  |
| 4 | México         | 3   | 3 | 0 | 3 | 162 | 268 | -106 |

| 13 de junio, 17:30 | Estados Unidos                                                    | 124–39               | Puerto Rico                                                           | Mérida,Yucatán            |  |
|                    | Parciales: 35-8, 33-10, 30-14, 24-7                               |                      |                                                                       |                           |  |
|                    | Estadísticas Jerzy Robinson (21) Kelsi Andrews (11) Jacy Abii (5) | Reporte Pts Reb Asts | Estadísticas (8) Desirek Nieves (3) Tres jugadoras (4) Adriana Robles | Pabellón: Poliforum Zamná |  |

| 13 de junio, 20:00 | México                                                               | 59–67                | Colombia                                                                         | Mérida,Yucatán            |  |
|                    | Parciales: 17-24, 13-21, 16-13, 13-9                                 |                      |                                                                                  |                           |  |
|                    | Estadísticas Sofía Acuña (16) Miranda Henry (21) Ariadna Vidales (4) | Reporte Pts Reb Asts | Estadísticas (18) María Pérez (12) L. Morantes, M. Moscarella (4) Luisa Morantes | Pabellón: Poliforum Zamná |  |

| 14 de junio, 17:30 | Colombia                                                                           | 29–93                | Estados Unidos                                                                      | Mérida,Yucatán            |  |
|                    | Parciales: 8-22, 17-25, 2-25, 2-21                                                 |                      |                                                                                     |                           |  |
|                    | Estadísticas Marta Moscarella (8) Marta Moscarella (5) M. Moscarella, M. Pérez (1) | Reporte Pts Reb Asts | Estadísticas (17) Darriana Alexander (21) Jerzy Robinson (3) H. Swain, D. Alexander | Pabellón: Poliforum Zamná |  |

| 14 de junio, 20:00 | Puerto Rico                                                             | 78–76                | México                                                                | Mérida,Yucatán            |  |
|                    | Parciales: 22-19, 14-24, 23-19, 19-14                                   |                      |                                                                       |                           |  |
|                    | Estadísticas Adriana Robles (23) Desirek Nieves (12) Desirek Nieves (4) | Reporte Pts Reb Asts | Estadísticas (21) Giovanna Molinar (11) Miranda Henry (5) Sofía Acuña | Pabellón: Poliforum Zamná |  |

| 15 de junio, 17:30 | Puerto Rico                                                           | 67–62                | Colombia                                                                             | Mérida,Yucatán            |  |
|                    | Parciales: 20-20, 12-19, 16-9, 19-14                                  |                      |                                                                                      |                           |  |
|                    | Estadísticas Jaida Guerra (21) Desirek Nieves (11) Tres jugadoras (2) | Reporte Pts Reb Asts | Estadísticas (22) Marta Moscarella (7) M. Moscarella, M. Acosta (3) Marta Moscarella | Pabellón: Poliforum Zamná |  |

| 15 de junio, 20:00 | México                                                                                | 27–123               | Estados Unidos                                                                         | Mérida,Yucatán            |  |
|                    | Parciales: 10-30, 7-41, 7-31, 3-21                                                    |                      |                                                                                        |                           |  |
|                    | Estadísticas S. Acuña, A. De la Rosa (6) C. Enríquez, M. Castillo (3) Sofía Acuña (3) | Reporte Pts Reb Asts | Estadísticas (17) J. Robinson, J. Jackson (15) McKenna Woliczko (5) Darriana Alexander | Pabellón: Poliforum Zamná |  |

### Grupo B
|   | Equipo               | Pts | J | G | P | PF  | PC  | Dif |
| - | -------------------- | --- | - | - | - | --- | --- | --- |
| 1 | Canadá               | 6   | 3 | 3 | 0 | 251 | 122 | 129 |
| 2 | Argentina            | 5   | 3 | 2 | 1 | 187 | 213 | -26 |
| 3 | Brasil               | 4   | 3 | 1 | 2 | 167 | 201 | -34 |
| 4 | República Dominicana | 3   | 3 | 0 | 3 | 164 | 233 | -69 |

| 13 de junio, 12:30 | República Dominicana                                               | 62–72                | Argentina                                                                | Mérida,Yucatán            |  |
|                    | Parciales: 12-19, 19-13, 8-15, 23-25                               |                      |                                                                          |                           |  |
|                    | Estadísticas Leila Núñez (18) Alanna Monte (9) Arianna Mercado (4) | Reporte Pts Reb Asts | Estadísticas (17) R. Leta, M. Morell (16) Milagros Morell (5) Rocío Leta | Pabellón: Poliforum Zamná |  |

| 13 de junio, 15:00 | Canadá                                                                    | 69–37                | Brasil                                                                            | Mérida,Yucatán            |  |
|                    | Parciales: 20-13, 13-12, 23-6, 13-6                                       |                      |                                                                                   |                           |  |
|                    | Estadísticas Savannah Swords (12) Cearah Parchment (9) Eirny Erinugha (3) | Reporte Pts Reb Asts | Estadísticas (7) N. Sánches, G. De Freitas (7) Sther Ubaka (3) Micaela Cavalcanti | Pabellón: Poliforum Zamná |  |

| 14 de junio, 12:30 | Canadá                                                                           | 90–40                | República Dominicana                                                     | Mérida,Yucatán            |  |
|                    | Parciales: 30-12, 23-11, 23-2, 14-15                                             |                      |                                                                          |                           |  |
|                    | Estadísticas Cearah Parchment (13) J. Queeley, R. Okokh (8) Cearah Parchment (6) | Reporte Pts Reb Asts | Estadísticas (9) Carmela Núñez (7) Emely Belis (2) K. Capellán, L. Núñez | Pabellón: Poliforum Zamná |  |

| 14 de junio, 15:00 | Argentina                                                                      | 70–59                | Brasil                                                                    | Mérida,Yucatán            |  |
|                    | Parciales: 16-14, 25-15, 18-16, 11-14                                          |                      |                                                                           |                           |  |
|                    | Estadísticas Milagros Morell (20) Milagros Morell (10) M. Morell, F. Solís (4) | Reporte Pts Reb Asts | Estadísticas (16) Rebeca Soares (10) Rebeca Soares (4) Micaela Cavalcanti | Pabellón: Poliforum Zamná |  |

| 15 de junio, 12:30 | Argentina                                                                             | 45–92                | Canadá                                                             | Mérida,Yucatán            |  |
|                    | Parciales: 19-21, 11-23, 9-30, 6-18                                                   |                      |                                                                    |                           |  |
|                    | Estadísticas Sol Depetris (9) C. Creolani, M. Morell (7) J. Barrionuevo, F. Solís (3) | Reporte Pts Reb Asts | Estadísticas (15) Deniya Prawl (12) Marie Talle (3) Tres jugadoras | Pabellón: Poliforum Zamná |  |

| 15 de junio, 15:00 | Brasil                                                                       | 71–62                | República Dominicana                                                    | Mérida,Yucatán            |  |
|                    | Parciales: 25-13, 19-21, 20-9, 7-19                                          |                      |                                                                         |                           |  |
|                    | Estadísticas Micaela Cavalcanti (19) Sther Ubaka (16) Micaela Cavalcanti (7) | Reporte Pts Reb Asts | Estadísticas (15) Arianna Mercado (14) Alanna Monte (4) Karina Capellán | Pabellón: Poliforum Zamná |  |

## Fase final

### Cuadro
|  | Quinto puesto 19 de junio | Quinto puesto 19 de junio |                      |    | Clasificación 5º-8º 18 de junio | Clasificación 5º-8º 18 de junio |                |    | Cuartos de final 17 de junio | Cuartos de final 17 de junio |             |    | Semifinales 18 de junio | Semifinales 18 de junio |  |  | Final 19 de junio | Final 19 de junio |
|  |                           |                           |                      |    |                                 |                                 |                |    |                              |                              |             |    |                         |                         |  |  |                   |                   |
|  |                           |                           |                      |    |                                 |                                 |                |    |                              |                              |             |    |                         |                         |  |  |                   |                   |
|  |                           |                           |                      |    |                                 |                                 |                |    |                              |                              |             |    |                         |                         |  |  |                   |                   |
|  |                           |                           |                      |    |                                 |                                 |                |    | Estados Unidos               | 106                          |             |    |                         |                         |  |  |                   |                   |
|  |                           |                           |                      |    |                                 |                                 |                |    | Estados Unidos               | 106                          |             |    |                         |                         |  |  |                   |                   |
|  |                           |                           | República Dominicana | 34 |                                 |                                 |                |    |                              |                              |             |    |                         |                         |  |  |                   |                   |
|  |                           | República Dominicana      | República Dominicana | 34 | 57                              |                                 |                |    |                              | Estados Unidos               | 112         |    |                         |                         |  |  |                   |                   |
|  |                           |                           |                      |    | 57                              |                                 |                |    |                              | Estados Unidos               | 112         |    |                         |                         |  |  |                   |                   |
|  |                           |                           | Colombia             | 58 |                                 |                                 | Argentina      | 48 |                              |                              |             |    |                         |                         |  |  |                   |                   |
|  | Argentina                 | 55                        | Colombia             | 58 |                                 |                                 | Argentina      | 48 |                              |                              |             |    |                         |                         |  |  |                   |                   |
|  | Argentina                 | 55                        |                      |    |                                 |                                 |                |    |                              |                              |             |    |                         |                         |  |  |                   |                   |
|  |                           |                           | Colombia             | 54 |                                 |                                 |                |    |                              |                              |             |    |                         |                         |  |  |                   |                   |
|  | Colombia                  | 53                        | Colombia             | 54 |                                 |                                 | Estados Unidos | 79 |                              |                              |             |    |                         |                         |  |  |                   |                   |
|  | Colombia                  | 53                        |                      |    |                                 |                                 | Estados Unidos | 79 |                              |                              |             |    |                         |                         |  |  |                   |                   |
|  | Brasil                    | 41                        |                      |    | Canadá                          | 59                              |                |    |                              |                              |             |    |                         |                         |  |  |                   |                   |
|  | Brasil                    | 41                        | Puerto Rico          | 57 | Canadá                          | 59                              |                |    |                              |                              |             |    |                         |                         |  |  |                   |                   |
|  |                           |                           | Puerto Rico          | 57 |                                 |                                 |                |    |                              |                              |             |    |                         |                         |  |  |                   |                   |
|  |                           |                           | Brasil               | 49 |                                 |                                 |                |    |                              |                              |             |    |                         |                         |  |  |                   |                   |
|  | Séptimo puesto            | Séptimo puesto            | Brasil               | 49 | Brasil                          | 66                              |                |    |                              |                              | Puerto Rico | 49 | Tercer puesto           | Tercer puesto           |  |  |                   |                   |
|  | Séptimo puesto            | Séptimo puesto            |                      |    | Brasil                          | 66                              |                |    |                              |                              | Puerto Rico | 49 | Tercer puesto           | Tercer puesto           |  |  |                   |                   |
|  |                           |                           |                      |    | México                          | 54                              |                |    | Canadá                       | 77                           |             |    |                         |                         |  |  |                   |                   |
|  | República Dominicana      | 61                        | Canadá               | 71 | México                          | 54                              | Argentina      | 67 | Canadá                       | 77                           |             |    |                         |                         |  |  |                   |                   |
|  | República Dominicana      | 61                        | Canadá               | 71 |                                 |                                 | Argentina      | 67 |                              |                              |             |    |                         |                         |  |  |                   |                   |
|  | México                    | 90                        |                      |    | México                          | 44                              |                |    | Puerto Rico                  | 58                           |             |    |                         |                         |  |  |                   |                   |

#### Cuartos de final
| 17 de junio, 12:30 | Puerto Rico                                                                   | 57–49                | Brasil                                                                        | Mérida,Yucatán            |  |
|                    | Parciales: 17-11, 5-17, 12-9, 23-12                                           |                      |                                                                               |                           |  |
|                    | Estadísticas Desirek Nieves (26) J. De Leon, D. Nieves (8) Tres jugadoras (2) | Reporte Pts Reb Asts | Estadísticas (14) Micaela Cavalcanti (13) Sofía Borges (5) Micaela Cavalcanti | Pabellón: Poliforum Zamná |  |

| 17 de junio, 15:00 | Argentina                                                             | 55–54                | Colombia                                                                      | Mérida,Yucatán            |  |
|                    | Parciales: 15-17, 13-15, 13-8, 14-14                                  |                      |                                                                               |                           |  |
|                    | Estadísticas Milagros Morell (19) Milagros Morell (17) Rocío Leta (6) | Reporte Pts Reb Asts | Estadísticas (19) Stephanie Vega (6) María Pérez (2) M. Moscarella, M. Acosta | Pabellón: Poliforum Zamná |  |

| 17 de junio, 17:30 | Estados Unidos                                                      | 106–34               | República Dominicana                                                  | Mérida,Yucatán            |  |
|                    | Parciales: 25-13, 26-8, 31-5, 24-8                                  |                      |                                                                       |                           |  |
|                    | Estadísticas Aaliyah Crump (16) Jerzy Robinson (11) Lanie Grant (6) | Reporte Pts Reb Asts | Estadísticas (8) Karina Capellán (6) Alanna Monte (3) Arianna Mercado | Pabellón: Poliforum Zamná |  |

| 17 de junio, 20:00 | Canadá                                                                           | 71–44                | México                                                                  | Mérida,Yucatán            |  |
|                    | Parciales: 20-8, 19-10, 21-14, 11-12                                             |                      |                                                                         |                           |  |
|                    | Estadísticas Cearah Parchment (16) Cearah Parchment (10) S. Swords, D. Prawl (3) | Reporte Pts Reb Asts | Estadísticas (19) Mariant Castillo (7) Mariant Castillo (5) Sofía Acuña | Pabellón: Poliforum Zamná |  |

#### 5º al 8º puesto
| 18 de junio, 12:30 | República Dominicana                                                    | 57–58                | Colombia                                                           | Mérida,Yucatán            |  |
|                    | Parciales: 15-13, 11-13, 20-18, 11-14                                   |                      |                                                                    |                           |  |
|                    | Estadísticas Arianna Mercado (18) Alanna Monte (23) Arianna Mercado (3) | Reporte Pts Reb Asts | Estadísticas (12) María Pérez (8) Marta Moscarella (4) María Pérez | Pabellón: Poliforum Zamná |  |

| 18 de junio, 15:00 | Brasil                                                                | 66–54                | México                                                            | Mérida,Yucatán            |  |
|                    | Parciales: 14-14, 21-10, 21-16, 10-14                                 |                      |                                                                   |                           |  |
|                    | Estadísticas Sther Ubaka (22) Sther Ubaka (18) Micaela Cavalcanti (7) | Reporte Pts Reb Asts | Estadísticas (20) Sofía Acuña (7) Anna Medina (7) Ariadna Vidales | Pabellón: Poliforum Zamná |  |

#### Semifinales
| 18 de junio, 17:30 | Estados Unidos                                                                     | 112–48               | Argentina                                                                   | Mérida,Yucatán            |  |
|                    | Parciales: 39-17, 26-13, 29-7, 18-11                                               |                      |                                                                             |                           |  |
|                    | Estadísticas McKenna Woliczko (24) McKenna Woliczko (13) D. Alexander, J. Abii (5) | Reporte Pts Reb Asts | Estadísticas (12) Isabella Ingenito (4) Tenata Scordo (4) Juana Barrionuevo | Pabellón: Poliforum Zamná |  |

| 18 de junio, 20:00 | Puerto Rico                                         | 49–77                | Canadá                                                                   | Mérida,Yucatán            |  |
|                    | Parciales: 17-19, 24-27, 6-18, 2-13                 |                      |                                                                          |                           |  |
|                    | Estadísticas Adriana Robles (13) Adriana Robles (5) | Reporte Pts Reb Asts | Estadísticas (20) Savannah Swords (12) Cearah Parchment (6) Chance Berry | Pabellón: Poliforum Zamná |  |

#### Séptimo puesto
| 19 de junio, 12:30 | República Dominicana                                               | 61–90                | México                                                                      | Mérida,Yucatán            |  |
|                    | Parciales: 14-16, 20-18, 15-33, 12-23                              |                      |                                                                             |                           |  |
|                    | Estadísticas Arianna Mercado (13) Alanna Monte (9) Leila Núñez (3) | Reporte Pts Reb Asts | Estadísticas (29) Sofía Acuña (9) Mariant Castillo (8) S. Acuña, A. Vidales | Pabellón: Poliforum Zamná |  |

#### Quinto puesto
| 19 de junio, 15:00 | Colombia                                                                 | 53–41                | Brasil                                                               | Mérida,Yucatán            |  |
|                    | Parciales: 6-16, 10-6, 23-10, 14-9                                       |                      |                                                                      |                           |  |
|                    | Estadísticas Marta Moscarella (23) Marta Moscarella (15) María Pérez (5) | Reporte Pts Reb Asts | Estadísticas (16) Sara Martins (13) Sofía Borges (3) Nicolly Sánches | Pabellón: Poliforum Zamná |  |

#### Tercer puesto
| 19 de junio, 17:30 | Argentina                                                               | 67–58                | Puerto Rico                                                            | Mérida,Yucatán            |  |
|                    | Parciales: 12-12, 19-19, 16-17, 20-10                                   |                      |                                                                        |                           |  |
|                    | Estadísticas Milagros Morell (22) Milagros Morell (15) Fiamma Solís (5) | Reporte Pts Reb Asts | Estadísticas (16) Adriana Robles (5) Adriana Robles (6) Desirek Nieves | Pabellón: Poliforum Zamná |  |

#### Final
| 19 de junio, 20:00 | Estados Unidos                                                           | 79–59                | Canadá                                                                     | Mérida,Yucatán            |  |
|                    | Parciales: 19-12, 22-8, 14-17, 24-22                                     |                      |                                                                            |                           |  |
|                    | Estadísticas Jerzy Robinson (24) Jerzy Robinson (14) Cinco jugadoras (2) | Reporte Pts Reb Asts | Estadísticas (22) Savannah Swords (5) E. Erinugha, D. Prawl (5) Sarah Reid | Pabellón: Poliforum Zamná |  |

### Premios
| Categoría                  | Ganadora                                                                                      |
| -------------------------- | --------------------------------------------------------------------------------------------- |
| Cuadro Ideal               | PG Jerzy Robinson SG Desirek Nieves SF McKenna Woliczko PF Milagros Morell C Cearah Parchment |
| Jugadora Más Valiosa (MVP) | Jerzy Robinson                                                                                |

## Posiciones finales
| Rank              | Equipo               | Récord |
| ----------------- | -------------------- | ------ |
| Medalla de oro    | Estados Unidos       | 6-0    |
| Medalla de plata  | Canadá               | 5-1    |
| Medalla de bronce | Argentina            | 4-2    |
| 4                 | Puerto Rico          | 3-3    |
| 5                 | Colombia             | 3-3    |
| 6                 | Brasil               | 2-4    |
| 7                 | México*              | 1-5    |
| 8                 | República Dominicana | 0-6    |

|  | Clasificados al Campeonato Mundial de Baloncesto Femenino Sub-17 de 2024. |

- México ya tenía asegurado su lugar por ser el país organizador.

## Clasificados al Campeonato Mundial Femenino Sub-17 2024[4]
| Bandera de Argentina | Bandera de Canadá | Bandera de Estados Unidos | Bandera de Puerto Rico |
| Argentina            | Canadá            | Estados Unidos            | Puerto Rico            |
| -------------------- | ----------------- | ------------------------- | ---------------------- |